# Дворжецкий, Иван Александрович
Иван Александрович Дворжецкий (02.07.1903, Винницкая область — 13.07.1972) — каменщик строительного управления «Жилстрой» № 1 треста «Челябметаллургстрой» Челябинского совнархоза.

## Биография
Родился 2 июля 1903 года на территории современной Винницкой области Украины.
Окончил 4-классную церковно-приходскую школу.
В 1941 году был освобожден от призыва в армию по зрению, отступил с частями Красной Армии под Сталинград, где участвовал в строительстве оборонных сооружений.
В 1942 году с батальоном строителей переброшен в Челябинск, на строительство Челябинского механического завода. С этого времени жил и работал в Челябинске. Трудился каменщиком в строительном управлении, был организатором бригадного обучения молодых специалистов.
Указом Президиума Верховного Совета СССР от 9 августа 1958 года за выдающиеся успехи, достигнутые в строительстве и промышленности строительных материалов Дворжецкому Ивану Александровичу присвоено звание Героя Социалистического Труда с вручением ордена Ленина и золотой медали «Серп и Молот».
С 1966 году и до последних дней работал мастером в профессионально-техническом училище № 72. Неоднократно избирался депутатом районного и городского Советов.
Персональный пенсионер союзного значения с 1968 года.
Скончался 13 июля 1972 года. Похоронен в Челябинске на Успенском кладбище.
Награждён орденом Ленина, медалями.